# Mastodon (együttes)
A Mastodon egy Grammy-díjas amerikai progresszív sludge metal együttes, melyet 2000-ben a Today Is the Day korábbi gitárosa Bill Kelliher és dobosa Brann Dailor alapított Troy Sanders basszusgitáros/énekessel és Brent Hinds gitáros/énekessel közösen. Az együttes hangzására olyan zenekarok voltak hatással, mint a Melvins és a Neurosis.

## Történet
A 2000-ben elkészült első Mastodon-demón még külön énekes/frontember állt a mikrofonnál Eric Saner személyében, de pár hónappal később kilépett a zenekarból. Egy újabb demót követően a Relapse kiadóval kötöttek lemezszerződést 2001-ben. Első nagylemezük Remission címmel jelent meg a következő évben. Második albumuk, a Moby Dick című regényen alapuló, 2004-ben megjelent Leviathan című koncept album hívta fel először a figyelmet a zenekarra mind a kritikusok, mind a metalrajongók körében. A nagylemez a Kerrang és a Terrorizer magazinokban az év albuma lett. A The Unholy Alliance turné keretében a Slayer és a Slipknot előzenekara voltak. A siker nyomán az együttes a Warner Bros. Records égisze alatt működő Reprise kiadóhoz szerződtek. A 2006-ban kiadott The Workhorse Chronicles című DVD a zenekar addigi történetét dokumentálja.
A Blood Mountain című harmadik nagylemez, egy újabb koncept album 2006-ban jelent meg. A Billboard 200 lemezeladási listán a 32. helyen nyitott a megjelenés hetében. A brit Metal Hammer magazin szerkesztői az év albumának választották. A Metallica 2007-es Sick of the Studio elnevezésű turnéján előzenekarként léptek fel. 2008-ban a Slayer, a Trivium és a Lamb of God társaságában újra részt vettek a The Unholy Alliance turnén. A 2009-ben megjelent Crack the Skye album már a Billboard lista 11. helyén nyitott. A negyedik Mastodon-album egy kevésbé metalos, pszichedelikus anyag lett. Európában újra a Metallicával koncerteztek. 2010-ben a Deftones és az Alice in Chains társaságában turnéztak Észak-Amerikában. Jimmy Hayward filmrendező felkérésére zenét írtak a Jonah Hex című filmhez. Ennek eredménye a csupa instrumentális dalból álló Jonah Hex: Revenge Gets Ugly EP.
2011 márciusában jelent meg a Mastodon első koncertalbuma és videója, a Live at the Aragon, amit még 2009 októberében rögzítettek. Az együttes következő stúdióalbuma 2011-ben jelent meg The Hunter címmel, és a 10. helyen kezdett a Billboard 200-as listán. Erről a lemezről a Curl of the Burl című dalt Grammy-díjra jelöltek a Best Hard Rock/Metal Performance kategóriában. A Metal Hammer, a Classic Rock és a Rock Sound magazinok is az "Év Albumának" választották a The Hunter nagylemezt. 2012 februárjában a The Dillinger Escape Plan és a Red Fang társasáságban turnéztak főzenekarként Európában. Az észak-amerikai turnéra két svéd együttes, az Opeth és a Ghost csatlakozott a Mastodonhoz.
A hatodik Mastodon album Once More ’Round the Sun címmel jelent meg 2014 júniusában. A megjelenés hetében 34 ezer példány kelt a lemezből, amivel a Billboard 200-as listán a 6. helyet szerezték meg, ami a zenekar addigi történetének legjobb helyezése. Júliusban rajtolt a Gojirával és Kvelertakkal közös lemezbemutató turné az Egyesült Államokban, ahol már tavasszal is ment egy kört ez a hármas. 2015 elején bejelentették a Grammy-díj jelöltjeit, és a Best Metal Performance kategóriában a kiválasztott öt dal közé bekerült a High Road is a Once More ’Round the Sun-ról. Nyerni viszont ismét nem sikerült. Tavasszal újabb amerikai turné következett, ezúttal a Clutch társaságában, ősszel pedig a Judas Priest amerikai turnéjának volt vendége a Mastodon. Közben a Trónok harca tévéfilmsorozat alkotóinak felkérésére megírták a White Walker című dalt, amit az 5. évad promóciójához használtak fel. Dailor, Hinds és Kelliher az évad 8. epizódjában statisztaként is szerepeltek, mint a Vadak (vagy Szabad Nép) tagjai.
2017 márciusában jelent meg a Mastodon következő nagylemeze Emperor of Sand címmel. Az album fő témáját a rákbetegség adta. A történet egy utazóról szól, akit a császár a sivatagba száműzött, amivel gyakorlatilag halálra ítélte. A történet annak a metaforája, amikor valakinél rosszindulatú daganatot diagnosztizálnak. Az albumot a következő évben Grammy-díjra jelölték a Best Rock Album kategóriában, a lemez Sultan's Curse című számát pedig a Best Metal Performance kategóriában. Ez utóbbit az együttes meg is nyerte. Fél évvel az Emperor of Sand kiadása után jelent meg a Cold Dark Place EP, melyen négy korábban rögzített és addig kiadatlan dal szerepelt.

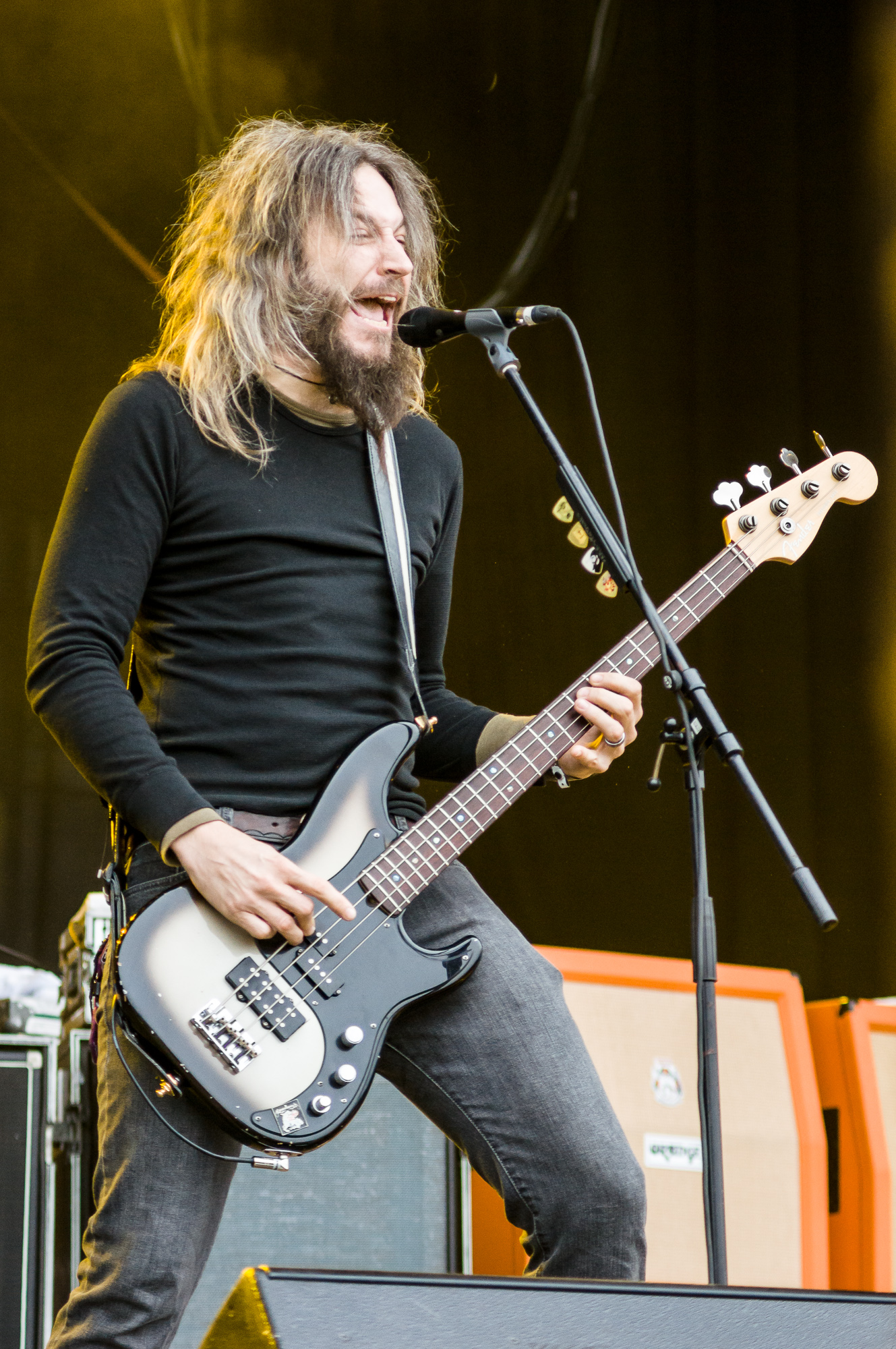
Troy Sanders (2012)

## Tagok
Jelenlegi felállás
- Troy Sanders –  basszusgitár, ének (1999–napjainkig)
- Brent Hinds – gitár, ének (1999–napjainkig)
- Bill Kelliher – gitár, háttérvokál (1999–napjainkig)
- Brann Dailor – dobok, ének (1999–napjainkig)

Korábbi tagok
- Eric Saner – ének (1999–2000)

## Diszkográfia
Stúdióalbumok
- Remission (2002)
- Leviathan (2004)
- Blood Mountain (2006)
- Crack the Skye (2009)
- The Hunter (2011)
- Once More ’Round the Sun (2014)
- Emperor of Sand (2017)
- Hushed and Grim (2021)

Egyéb lemezek
- Lifesblood (EP, 2001)
- Call of the Mastodon (2006) – demóválogatás
- Jonah Hex: Revenge Gets Ugly (EP, 2010) – filmzene
- Live at the Aragon (2011) – koncertalbum
- Cold Dark Place (EP, 2017)
- Stairway to Nick John (single, 2019)

Videók
- The Workhorse Chronicles (2006)
- Live at the Aragon (2011)

## Fordítás
- Ez a szócikk részben vagy egészben  a   Mastodon (band) című angol Wikipédia-szócikk fordításán alapul.  Az eredeti cikk szerkesztőit annak laptörténete sorolja fel. Ez a jelzés csupán a megfogalmazás eredetét és a szerzői jogokat jelzi, nem szolgál a cikkben szereplő információk forrásmegjelöléseként.